# Eratosthenes
Eratosthenes (tiếng Hy Lạp: Ερατοσθένης; 276 TCN – 194 TCN) là một nhà toán học, địa lý và thiên văn người Hy Lạp. Những người đương thời gọi ông là "Beta" do ông là người nổi tiếng thứ hai trên thế giới vào thời đó trong nhiều lĩnh vực, sau người đồng nghiệp và bạn thân Archimedes.

## Cuộc đời
Ông sinh ra tại Cyrene (ngày nay thuộc Libya), nhưng dành hầu hết cuộc đời và sự nghiệp tại Alexandria (Ai Cập) thời kỳ Ptolemaios. Ông được nhắc tới vì đã phát kiến ra hệ thống kinh độ và vĩ độ cũng như tính toán gần chính xác kích thước của Trái Đất.
Eratosthenes nghiên cứu tại Alexandria và một số năm tại Athena (Hy Lạp). Năm 236 TCN, ông được vua Ptolemaios III Euergetes bổ nhiệm làm thủ thư tại Thư viện Alexandria. Ông đã có một số cống hiến cho toán học và khoa học và là một người bạn thân của nhà bác học lừng danh người Syracuse là Archimedes. Khoảng năm 255 TCN, ông đã phát minh ra hỗn thiên nghi, là thiết bị được sử dụng rộng rãi trong gần 2.000 năm sau đó, khi phát minh mô hình vũ trụ ra đời vào thế kỷ 18.
Trong tác phẩm Trong các chuyển động tròn của các thiên thể, Cleomedes cho rằng ông đã tính toán chính xác chu vi Trái Đất vào khoảng năm 240 TCN, bằng sử dụng các phương pháp lượng giác và kiến thức về góc lên của Mặt Trời vào giữa trưa tại Alexandria và Syene (ngày nay là Aswan, Ai Cập).

## Đo đạc Trái Đất
Eratosthenes đã biết rằng tại thời điểm hạ chí vào giữa trưa tại khu vực ở trên đường bắc chí tuyến thì Mặt Trời phải xuất hiện ở thiên đỉnh, ngay phía trên đầu người quan sát — mặc dù trên thực tế, Syene nằm ở phía bắc và rất sát với đường chí tuyến này.
Từ các kết quả đo đạc, ông cũng biết rằng tại thành phố Alexandria thì góc lên của Mặt Trời là khoảng 7° về phía nam của thiên đỉnh vào cùng một thời điểm. Eratosthenes đặt giả thiết rằng Alexandria nằm ở phía bắc của Syene, mặc dù Alexandria trên thực tế nằm nghiêng nhiều hơn về phía tây, từ đó ông đã kết luận rằng khoảng cách từ Alexandria tới Syene khoảng 7/360 của chu vi Trái Đất.
Khoảng cách giữa hai thành phố đã được biết từ các chuyến đi của các đoàn lữ hành là khoảng 5.000 stadion.
Thực tế vẫn có một ít sai số trong tính toán này, bởi vì Syene không nằm chính xác trên bắc chí tuyến và cũng không thẳng về phía nam của Alexandria; đồng thời Mặt Trời không cách xa Trái Đất vô cùng lớn. (Eratosthenes đã biết điều này, nhưng chúng ta không biết rõ ông ấy đã điều chỉnh hay chưa). Nghiêm túc hơn nữa thì các góc trong thời cổ đại chỉ có thể đo chính xác đến mức của độ hoặc 1/4 độ và việc đo đạc khoảng cách trên mặt đất thì còn kém hơn nữa. Ông đã xác định giá trị cuối cùng là 700 stadion trên một độ, điều này hàm ý chu vi Trái Đất là khoảng 252.000 stadion. Độ lớn chính xác của stadion mà ông đã sử dụng thì ngày nay người ta không biết chính xác (stadion phổ biến của người Attike là khoảng 185 m), nhưng nói chung người ta tin rằng giá trị mà Eratosthenes đưa ra tương ứng với khoảng 39.690 km- 46.620 km. Chu vi của Trái Đất dọc theo các cực ngày nay đo được là khoảng 40.008 km. 150 năm sau đó, phương pháp của Eratosthenes đã được Posidonius sử dụng.
Khoảng năm 200 TCN, Eratosthenes cũng được coi là người đã nghĩ ra/chấp nhận sử dụng từ γηγραφειν hay γειαγραφειν tức địa lý, là khoa học mô tả Trái Đất.
Các cống hiến khác của Eratosthenes còn có:
- Sàng Eratosthenes là cách thức tìm các số nguyên tố.
- Đo đạc khoảng cách Mặt Trời-Trái Đất, ngày nay gọi là đơn vị thiên văn (1 AU≈804.000.000 stadion).
- Đo đạc khoảng cách tới Mặt Trăng (780.000 stadion).
- Đo đạc độ nghiêng của mặt phẳng hoàng đạo với sai số góc 7'.
- Biên soạn một danh mục sao chứa 675 ngôi sao, danh mục này nay không còn.
- Bản đồ đường chảy của sông Nil xa đến tận Khartoum.
- Bản đồ về toàn bộ phần đã biết của thế giới vào thời đó, từ quần đảo Anh tới Ceylon và từ biển Caspi tới Ethiopia. Chỉ có Hipparchus, Strabo và Ptolemy là có khả năng tạo ra các bản đồ chính xác hơn trong thế giới cổ điển và hậu cổ điển.

Eratosthenes còn được biết đến với tên gọi ''Beta'' (β), vì ông tự nhận bản thân là thứ hai trên thế giới trong nhiều lĩnh vực. Ông cũng được biết đến vì tính kiêu căng. Năm 195 TCN, Erastosthenes bị mù, dẫn đến mất khả năng đọc và quan sát tự nhiên. Có lẽ vì quá tuyệt vọng nên ông bắt đầu tuyệt thực, và qua đời một năm sau đó, hưởng thọ 82 tuổi.
Tập hợp chắp vá các huyền thoại về bầu trời của người Hellen được gọi là Catasterismi (Katasterismoi) đã được coi là của Eratosthenes, tên của một người đáng nể, để tăng thêm sự tin tưởng vào nó.

## Các tên gọi theo Eratosthenes
- Sàng Eratosthenes để tìm các số nguyên tố.
- Miệng núi lửa Eratosthenes trên Mặt Trăng.
- Kỷ Eratosthenes trong niên đại địa chất của Mặt Trăng.
- Núi ngầm Eratosthenes ở phía đông Địa Trung Hải